# Esquéhéries
Esquéhéries és un municipi francès situat al departament de l'Aisne i a la regió dels Alts de França. L'any 2007 tenia 857 habitants.

## Demografia

### Població
El 2007 la població de fet d'Esquéhéries era de 857 persones. Hi havia 346 famílies de les quals 100 eren unipersonals (60 homes vivint sols i 40 dones vivint soles), 107 parelles sense fills, 127 parelles amb fills i 12 famílies monoparentals amb fills.
La població ha evolucionat segons el següent gràfic:
Habitants censats

### Habitatges
El 2007 hi havia 409 habitatges, 354 eren l'habitatge principal de la família, 22 eren segones residències i 33 estaven desocupats. 404 eren cases i 5 eren apartaments. Dels 354 habitatges principals, 280 estaven ocupats pels seus propietaris, 68 estaven llogats i ocupats pels llogaters i 6 estaven cedits a títol gratuït; 7 tenien dues cambres, 65 en tenien tres, 115 en tenien quatre i 167 en tenien cinc o més. 253 habitatges disposaven pel capbaix d'una plaça de pàrquing. A 173 habitatges hi havia un automòbil i a 126 n'hi havia dos o més.

### Piràmide de població
La piràmide de població per edats i sexe el 2009 era:
| Homes | Edats   | Dones |
| ----- | ------- | ----- |
| 0     | 95 o +  | 0     |
| 0     | 90 a 94 | 0     |
| 0     | 85 a 89 | 8     |
| 4     | 80 a 84 | 0     |
| 28    | 75 a 79 | 20    |
| 16    | 70 a 74 | 32    |
| 24    | 65 a 69 | 28    |
| 36    | 60 a 64 | 28    |
| 16    | 55 a 59 | 12    |
| 28    | 50 a 54 | 32    |
| 36    | 45 a 49 | 32    |
| 28    | 40 a 44 | 40    |
| 40    | 35 a 39 | 20    |
| 8     | 30 a 34 | 28    |
| 44    | 25 a 29 | 24    |
| 40    | 20 a 24 | 32    |
| 28    | 15 a 19 | 44    |
| 28    | 10 a 14 | 20    |
| 24    | 5 a 9   | 24    |
| 20    | 0 a 4   | 20    |

## Economia
El 2007 la població en edat de treballar era de 545 persones, 375 eren actives i 170 eren inactives. De les 375 persones actives 325 estaven ocupades (199 homes i 126 dones) i 50 estaven aturades (21 homes i 29 dones). De les 170 persones inactives 50 estaven jubilades, 40 estaven estudiant i 80 estaven classificades com a «altres inactius».

### Ingressos
El 2009 a Esquéhéries hi havia 365 unitats fiscals que integraven 864 persones, la mediana anual d'ingressos fiscals per persona era de 15.324 €.

### Activitats econòmiques
Dels 13 establiments que hi havia el 2007, 1 era d'una empresa alimentària, 2 d'empreses de fabricació d'altres productes industrials, 2 d'empreses de construcció, 3 d'empreses de comerç i reparació d'automòbils, 1 d'una empresa d'hostatgeria i restauració, 1 d'una empresa de serveis i 3 d'empreses classificades com a «altres activitats de serveis».
Dels 2 establiments de servei als particulars que hi havia el 2009, 1 era un paleta i 1 guixaire pintor.
Dels 2 establiments comercials que hi havia el 2009, 1 era un supermercat i 1 una botiga de menys de 120 m².
L'any 2000 a Esquéhéries hi havia 36 explotacions agrícoles que ocupaven un total de 1.075 hectàrees.

## Equipaments sanitaris i escolars
El 2009 hi havia una escola elemental.

## Poblacions més properes
El següent diagrama mostra les poblacions més properes.